# Johannes Nar
Johannes Nepomuk Nar (* 12. Juli 1890 in Jachenau; † 1. Dezember 1964 in Weilheim in Oberbayern) war ein deutscher Theologe.

## Leben
Nar, Sohn des Söldners und Floßmeisters Sebastian Nar aus Jachenau, studierte Katholische Theologie in München und Dillingen an der Donau. 1916 erhielt er die Priesterweihe. Im Ersten Weltkrieg wurde er im Sanitätsdienst eingesetzt. Er war Seelsorger in Pfaffenhofen an der Ilm und in Augsburg. 1920 war er Begründer des katholischen Jugendsekretariats Augsburg und von 1920 bis 1964 Direktor des Diözesan-Caritasverbands Augsburg. 1941 wurde er zum Monsignore, zum Päpstlichen Ehrenkämmerer und Hausprälaten ernannt.
Vom 4. Dezember 1947 bis zum 31. Dezember 1961 war er Mitglied der Ausschüsse für Sozial-, Gesundheits- und Familienpolitik und gehörte dem Sonderausschuss Besoldungsgesetz des Bayerischen Senats an.

## Ehrungen
- Bayerischer Verdienstorden (15. Dezember 1959)
- Großes Bundesverdienstkreuz (5. November 1963)[3]

## Werke
- Das Wort der Liebe, Augsburg: Winfried-Werk, 1954
- Heiliges Opfer, Augsburg: Caritasverband, 1953, 2. verb. Aufl.
- Finis praecepti caritas, Augsburg: Selbstverl., 1951
- Vom Caritaswirken der Seelsorge, Freiburg: Caritasverl., 1938
- Frohbotschaft, Freiburg i. Br.: Caritasverl., 1936
- Caritas, der Engel der katholischen Aktion, Stuttgart: Kepplerhaus, 1934
- Vom Geiste Gottes, Augsburg, Volkhartstr. 9: Caritasverband, 1934, 4. u. 5. Tsd.
- Die Jachenau, Augsburg: Mühlberger, 1933
- Brot, Leutesdorf a. Rhein: Verlag d. Johannesbundes, 1929, 3. u. 4. Tsd.
- Caritasführer, Augsburg: Diözesan-Caritasverband, 1929
- Brot, Augsburg: Literar. Institut Dr. M. Huttler, 1927
- Eine Romfahrt, Augsburg: J. Nar, 1925
- Jugendpflege auf dem Lande, Freiburg i. Br.: Caritasverlag, 1925, Neue Aufl.
- Jugendpflege auf dem Lande, Freiburg i. Br.: Caritasverlag, 1924